# Senahid Halilović
Senahid Halilović (ur. 22 marca 1958 w mieście Kladanj, zm. 24 kwietnia 2023 w Sarajewie) – bośniacki językoznawca. Zajmował się dialektologią, socjolingwistyką i normatywistyką.
Studia na Wydziale Filologicznym Uniwersytetu Belgradzkiego ukończył w 1980 r. W 1985 r. otrzymał stopień magistra. Doktoryzował się w 1990 r. Autor ponad stu artykułów naukowych z zakresu dialektologii i normatywistyki. W trakcie swojej działalności był silnie zaangażowany w standaryzację języka bośniackiego. Do jego fundamentalnych prac należą: Pravopis bosanskog jezika, Bosanski jezik i Gramatika bosanskoga jezika. W roku 2017 podpisał Deklarację o wspólnym języku Chorwatów, Serbów, Boszniaków i Czarnogórców.

## Wybrana twórczość
- Bosanski jezik, Baština, Sarajewo 1991.
- Pravopis bosanskoga jezika, Preporod, Sarajewo 1996.
- Bosanskohercegovački dijalektološki zbornik: Govorni tipovi u međuriječju Neretve i Rijeke dubrovačke - knjiga VII, Institut za jezik, Sarajewo 1996.
- Gnijezdo lijepih riječi: Pravilno - nepravilno u bosanskom jeziku, Baština, Libris, Sarajewo 1996.
- Gramatika bosanskoga jezika, Dom štampe, Zenica 2000.
- Govor grada Sarajeva i razgovorni bosanski jezik, Slavistički komitet, Sarajewo 2009.